# Аширмамедов, Марс Аширович
Марс Аширович Аширмамедов (туркм. Mars Aşyrowiç Aşyrmämmedow; 5 августа 1938 — 22 июля 2020) — туркменский и советский учёный-геолог, доктор геолого-минералогических наук, лауреат Государственной премии СССР, внёсший огромный вклад в поиски и разведку нефтяных и газовых месторождений на территории Туркменистана. Является автором 9 монографий и 75 опубликованных научных статей.

## Биография
Родился 5 августа 1938 года в городе Кизыл-Арват. Сын ветерана русско-финской и Великой Отечественной войны, в 1948 году потерял отца.
В 1957 году закончил техникум и получил квалификацию геолога. Трудовую деятельность начал помощником бурильщика в Окаремском Управлении разведочного бурения.
С 1959 по 1971 года работал инженером-геологом, заместителем начальника и начальником геологического отдела Производственного объединения «Туркменнефть» в г. Небитдаг — что в переводе с туркменского означает Нефтяная гора (ныне г. Балканабат).
Без отрыва от производства окончил Московский институт нефтехимической и газовой промышленности имени И. М. Губкина.
В 1966 г. защитил в этом институте кандидатскую диссертацию по теме геологии и нефтегазоносности плиоцена Западно-Туркменской впадины, под руководством профессора Н. Ю. Успенской.
С 1971 года по 1992 года возглавлял геологическую службу «Туркменнефти» в качестве заместителя генерального директора — главного геолога объединения. Под его руководством были проведены обширные работы по разведке и освоению нефтегазовых месторождений западного, центрального и восточного Туркменистана. Принимал непосредственное практическое участие в постановке и проведении поисково-разведочных буровых работ, являясь соавтором открытия крупных и уникальных нефтяных и газовых месторождений — Готурдепе, Барсагельмез, Кеймир, Акпатлавук, Шатлык, Самантепе и многих других. В 1974 году, за свой вклад в работы, на крупнейшем газовом месторождении «Шатлык», был удостоен Государственной премии СССР.
С 1992 и на протяжении многих лет возглавлял Небитдагский ТуркменНИПИнефть, также являясь советником по стратегическим вопросам развития нефтегазовой отрасли Юго-Западного Туркменистана.
В 1996г Аширмамедову Марсу Ашировичу была присвоена степень доктора геолого-минералогических наук.
Удостоен Ордена III степени «Алтын Асыр», Медали «Гайрат» и «За Любовь к Отечеству». Так же ему были присвоены звания «Заслуженный работник промышленности Туркменистана» и «Почётный народный старейшина».
Ушёл из жизни 22 июля 2020 года.

## Награды
- Удостоен Государственной премии СССР (1974), за свой вклад в работы, на крупнейшем газовом месторождении «Шатлык»
- Удостоен Орденом III степени «Алтын Асыр»
- Медаль «Гайрат»
- Медаль «За Любовь к Отечеству»
- Удостоен звания Заслуженный работник промышленности Туркменистана
- Присвоено звание Заслуженный работник промышленности
- Присвоено звание Почётный народный старейшина